# Calvin Bridges
Calvin Blackman Bridges (Schuyler Falls, 11 gennaio 1889 – Los Angeles, 27 dicembre 1938) è stato un biologo statunitense conosciuto per i suoi contributi nell'ambito della genetica.
Bridges, insieme ad Alfred Sturtevant e Hermann Joseph Muller, fece parte della famosa stanza delle mosche di Thomas Hunt Morgan alla Columbia University.
I suoi lavori con i tratti legati al sesso delle mosche della frutta Drosophila melanogaster suggerirono che i cromosomi contenessero geni. In seguito Nettie Maria Stevens fu in grado di provare questa ipotesi esaminando i cromosomi delle mosche della frutta. Bridges scrisse un paio di documenti presentando le prove, la ringraziò citandola solo come "Miss Stevens" senza dichiarare quali fossero stati i suoi contributi e senza nemmeno riferirsi al suo dottorato.
I contributi più noti di Bridges tra i ricercatori della Drosophila sono le sue osservazioni ed i documenti sui cromosomi politenici trovati nelle cellule delle ghiandole salivari delle larve. I pattern di questi cromosomi sono ancora usati come riferimento genetico dai ricercatori contemporanei.
Bridges morì nel 1938 a Los Angeles, California. Esistono diverse versioni sulla causa della sua morte, è incerto se si sia trattato di sifilide, o insufficienza cardiaca dovuta ad un'infezione delle valvole.